# داريوس مارشال
داريوس مارشال (بالإنجليزية: Darius Marshall)‏ هو لاعب كرة قدم أمريكية أمريكي، ولد في 21 فبراير 1989 في ميلدغفيل في الولايات المتحدة.